# Anaphe subsordida
Anaphe subsordida är en fjärilsart som beskrevs av Butler. Anaphe subsordida ingår i släktet Anaphe och familjen tandspinnare. Inga underarter finns listade i Catalogue of Life.